# Apijan iz Aleksandrije
Apijan iz Aleksandrije (grč. ’Aππιανός ’Aλεξανδρεΰς; lat. Appianus Alexandrinus) (rođen oko 95. godine, umro je oko 165. godine) je rimski povjesničar, koji je pisao za vrijeme careva Trajana, Hadrijana i Antonina Pia.

## Život
Apijan je rođen u Aleksandriji, tada glavnom gradu rimskog Egipta, u dobrostojećoj obitelji, porijeklom iz Rima, koja su Apijanu omogućila dobro i kvalitetno školovanje. Postaje odvjetnikom te se seli u Rim, govoreći kako je u Rimu prvo sudio on pa tek onda carevi Općenito goverći, o Apijanovom se životu vrlo malo zna. Napisao je autobiografiju, koja je izgubljena skoro u potpunosti. Za vrijeme vladanja cara Hadrijana živi u Egiptu te se seli u Rim, gdje živi do svoje smrti. Mnoge, danas poznate stvari o Apijanu, poznate su nam iz pisama, što ih je slao svom prijatelju Marku Korneliju Frontu (inače mentoru cara Marka Aurelija), kao i iz pisama samog Fronta. Tako saznajemo da je Apijan postao prokuratorom Egipta oko 120. godine, a ta funkcija samo dokazuje da je bio iz reda viteza, koji je poslije senatorskog, bio najvažniji red u starom Rimu.

## Djela
Jedino Apijanovo djelo je Rimski građanski ratovi

## Vanjske poveznice
- Livius: Articles on Ancient History